# Lista över fornlämningar i Mörbylånga kommun (Resmo)
Lista över fornlämningar i Mörbylånga kommun (Resmo) är en förteckning av ett urval av de fornlämningar som finns i Resmo i Mörbylånga kommun.
| Namn                                   | Lämningstyp                      | Tillkomsttid | Historisk indelning | Plats | Läge                 | ID-nr          | Bild                                      |
| -------------------------------------- | -------------------------------- | ------------ | ------------------- | ----- | -------------------- | -------------- | ----------------------------------------- |
| Resmo 1:1                              | Gravfält                         |              | Resmo, Öland        |       | 56.562241, 16.450259 | 10085800010001 | Ladda upp en bild av detta fornminne      |
| Resmo 3:1                              | Stensättning                     |              | Resmo, Öland        |       | 56.553233, 16.444324 | 10085800030001 | Ladda upp en bild av detta fornminne      |
| Resmo 4:1                              | Stensättning                     |              | Resmo, Öland        |       | 56.550579, 16.463623 | 10085800040001 | Ladda upp en bild av detta fornminne      |
| Resmo 5:1                              | Hällristning                     |              | Resmo, Öland        |       | 56.551227, 16.463130 | 10085800050001 | Ladda upp en bild av detta fornminne      |
| Resmo 6:1                              | Hällristning                     |              | Resmo, Öland        |       | 56.550394, 16.462515 | 10085800060001 | Ladda upp en bild av detta fornminne      |
| Resmo 7:1                              | Stensättning                     |              | Resmo, Öland        |       | 56.547392, 16.508396 | 10085800070001 | Ladda upp en bild av detta fornminne      |
| Resmo 12:1                             | Gravfält                         |              | Resmo, Öland        |       | 56.553275, 16.443637 | 10085800120001 | Ladda upp en bild av detta fornminne      |
| Resmo 14:1                             | Gravfält                         |              | Resmo, Öland        |       | 56.551152, 16.442709 | 10085800140001 | Ladda upp en bild av detta fornminne      |
| Resmo 16:1                             | Grav markerad av sten/block      |              | Resmo, Öland        |       | 56.551202, 16.443356 | 10085800160001 | Ladda upp en bild av detta fornminne      |
| Resmo 16:2                             | Grav markerad av sten/block      |              | Resmo, Öland        |       | 56.551143, 16.443334 | 10085800160002 | Ladda upp en bild av detta fornminne      |
| Resmo 16:3                             | Grav markerad av sten/block      |              | Resmo, Öland        |       | 56.551033, 16.443271 | 10085800160003 | Ladda upp en bild av detta fornminne      |
| Resmo 16:4                             | Stensättning                     |              | Resmo, Öland        |       | 56.550958, 16.443219 | 10085800160004 | Ladda upp en bild av detta fornminne      |
| Resmo 17:1                             | Grav markerad av sten/block      |              | Resmo, Öland        |       | 56.550152, 16.442946 | 10085800170001 | Ladda upp en bild av detta fornminne      |
| Resmo 17:2                             | Grav markerad av sten/block      |              | Resmo, Öland        |       | 56.550112, 16.442989 | 10085800170002 | Ladda upp en bild av detta fornminne      |
| Resmo 17:3                             | Grav markerad av sten/block      |              | Resmo, Öland        |       | 56.550160, 16.443053 | 10085800170003 | Ladda upp en bild av detta fornminne      |
| Resmo 17:4                             | Stensättning                     |              | Resmo, Öland        |       | 56.550116, 16.442990 | 10085800170004 | Ladda upp en bild av detta fornminne      |
| Resmo 17:5                             | Stensättning                     |              | Resmo, Öland        |       | 56.550381, 16.443238 | 10085800170005 | Ladda upp en bild av detta fornminne      |
| Resmo 19:1                             | Gravfält                         |              | Resmo, Öland        |       | 56.549185, 16.441971 | 10085800190001 | Ladda upp en bild av detta fornminne      |
| Resmo 23:1                             | Gravfält                         |              | Resmo, Öland        |       | 56.546183, 16.440848 | 10085800230001 | Ladda upp en bild av detta fornminne      |
| Resmo 24:1                             | Grav markerad av sten/block      |              | Resmo, Öland        |       | 56.557396, 16.424576 | 10085800240001 | Ladda upp en bild av detta fornminne      |
| Resmo 24:2                             | Grav markerad av sten/block      |              | Resmo, Öland        |       | 56.557393, 16.424618 | 10085800240002 | Ladda upp en bild av detta fornminne      |
| Resmo 29:1                             | Stensättning                     |              | Resmo, Öland        |       | 56.535642, 16.474604 | 10085800290001 | Ladda upp en bild av detta fornminne      |
| Resmo 30:1                             | Stensättning                     |              | Resmo, Öland        |       | 56.544401, 16.442934 | 10085800300001 | Ladda upp en bild av detta fornminne      |
| Resmo 32:1                             | Stenkammargrav                   |              | Resmo, Öland        |       | 56.542908, 16.444139 | 10085800320001 | Ladda upp en till bild av detta fornminne |
| Resmo 38:1                             | Grav markerad av sten/block      |              | Resmo, Öland        |       | 56.537225, 16.445339 | 10085800380001 | Ladda upp en bild av detta fornminne      |
| Gynge Hög och Mysinge Hög (Resmo 40:1) | Gravfält                         |              | Resmo, Öland        |       | 56.535152, 16.444509 | 10085800400001 | Ladda upp en till bild av detta fornminne |
| Resmo 43:1                             | Grav markerad av sten/block      |              | Resmo, Öland        |       | 56.541807, 16.440395 | 10085800430001 | Ladda upp en bild av detta fornminne      |
| Resmo 43:2                             | Grav markerad av sten/block      |              | Resmo, Öland        |       | 56.541907, 16.440415 | 10085800430002 | Ladda upp en bild av detta fornminne      |
| Resmo 44:1                             | Stenkrets                        |              | Resmo, Öland        |       | 56.542188, 16.440238 | 10085800440001 | Ladda upp en bild av detta fornminne      |
| Resmo 68:1                             | Stensättning                     |              | Resmo, Öland        |       | 56.531664, 16.443312 | 10085800680001 | Ladda upp en till bild av detta fornminne |
| Resmo 69:1                             | Stensättning                     |              | Resmo, Öland        |       | 56.531316, 16.443161 | 10085800690001 | Ladda upp en bild av detta fornminne      |
| Resmo 70:1                             | Stensättning                     |              | Resmo, Öland        |       | 56.530776, 16.442652 | 10085800700001 | Ladda upp en bild av detta fornminne      |
| Resmo 79:1                             | Stensättning                     |              | Resmo, Öland        |       | 56.523606, 16.440808 | 10085800790001 | Ladda upp en bild av detta fornminne      |
| Resmo 81:1                             | Stenkammargrav                   |              | Resmo, Öland        |       | 56.522293, 16.441583 | 10085800810001 | Ladda upp en till bild av detta fornminne |
| Resmo 81:2                             | Hällristning                     |              | Resmo, Öland        |       | 56.522298, 16.441581 | 10085800810002 | Ladda upp en bild av detta fornminne      |
| Resmo 82:1                             | Husgrund, förhistorisk/medeltida |              | Resmo, Öland        |       | 56.528318, 16.503924 | 10085800820001 | Ladda upp en bild av detta fornminne      |
| Resmo 82:2                             | Husgrund, förhistorisk/medeltida |              | Resmo, Öland        |       | 56.528290, 16.504282 | 10085800820002 | Ladda upp en bild av detta fornminne      |
| Resmo 82:3                             | Husgrund, förhistorisk/medeltida |              | Resmo, Öland        |       | 56.528160, 16.504480 | 10085800820003 | Ladda upp en bild av detta fornminne      |
| Resmo 82:4                             | Husgrund, förhistorisk/medeltida |              | Resmo, Öland        |       | 56.528225, 16.504318 | 10085800820004 | Ladda upp en bild av detta fornminne      |
| Resmo 82:5                             | Husgrund, förhistorisk/medeltida |              | Resmo, Öland        |       | 56.528137, 16.503967 | 10085800820005 | Ladda upp en bild av detta fornminne      |
| Resmo 82:6                             | Husgrund, förhistorisk/medeltida |              | Resmo, Öland        |       | 56.527960, 16.504374 | 10085800820006 | Ladda upp en bild av detta fornminne      |
| Resmo 83:1                             | Husgrund, förhistorisk/medeltida |              | Resmo, Öland        |       | 56.528534, 16.508113 | 10085800830001 | Ladda upp en bild av detta fornminne      |
| Resmo 83:2                             | Husgrund, förhistorisk/medeltida |              | Resmo, Öland        |       | 56.528449, 16.508152 | 10085800830002 | Ladda upp en bild av detta fornminne      |
| Resmo 83:4                             | Husgrund, förhistorisk/medeltida |              | Resmo, Öland        |       | 56.528289, 16.508301 | 10085800830004 | Ladda upp en bild av detta fornminne      |
| Resmo 83:5                             | Husgrund, förhistorisk/medeltida |              | Resmo, Öland        |       | 56.528169, 16.508157 | 10085800830005 | Ladda upp en bild av detta fornminne      |
| Resmo 83:6                             | Husgrund, förhistorisk/medeltida |              | Resmo, Öland        |       | 56.528564, 16.507301 | 10085800830006 | Ladda upp en bild av detta fornminne      |
| Resmo 84:1                             | Stenkammargrav                   |              | Resmo, Öland        |       | 56.522242, 16.440202 | 10085800840001 | Ladda upp en till bild av detta fornminne |
| Resmo 85:1                             | Stenkammargrav                   |              | Resmo, Öland        |       | 56.517949, 16.440700 | 10085800850001 | Ladda upp en till bild av detta fornminne |
| Resmo 102:1                            | Hällristning                     |              | Resmo, Öland        |       | 56.551840, 16.458696 | 10085801020001 | Ladda upp en bild av detta fornminne      |
| Resmo 152:1                            | Hög                              |              | Resmo, Öland        |       | 56.541451, 16.436463 | 10085801520001 | Ladda upp en bild av detta fornminne      |